# Tomoki Yoshida
Tomoki Yoshida (japanisch 吉田 知樹 Yoshida Tomoki; * 13. Februar 1998 in der Präfektur Fukushima) ist ein japanischer Fußballspieler.

## Karriere
Tomoki Yoshida erlernte das Fußballspielen in der Jugendmannschaft von Nakoso Fourwinds sowie in der Schulmannschaft der Meishu Gakuen Hitachi High School. Seinen ersten Vertrag unterschrieb er am 1. Februar 2016 beim Iwaki FC. Der Verein aus Iwaki, einer Stadt in der Präfektur Fukushima, spielte in der Fukushima Prefectural Football League Division 2. Mit dem Verein stieg er dreimal auf. 2020 spielte er mit Iwaki in der vierten Liga, der Japan Football League. Die Saison 2021 wurde er an den Kōchi United SC ausgeliehen. Mit dem Klub aus Kōchi spielte er 26-mal in der vierten Liga. Nach der Ausleihe kehrte er Anfang 2022 nach Iwaki zurück. Am Ende der Saison 2022 feierte er mit Iwaki die Meisterschaft und den Aufstieg in die zweite Liga. Für Iwaki stand er dreimal auf dem Spielfeld. Nach dem Aufstieg verließ er den Verein und wechselt ein weiteres Mal auf Leihbasis zum Kōchi United SC.

## Erfolge
Iwaki FC
- Japanischer Drittligameister: 2022  ▲